# Intel·ligència artificial generativa

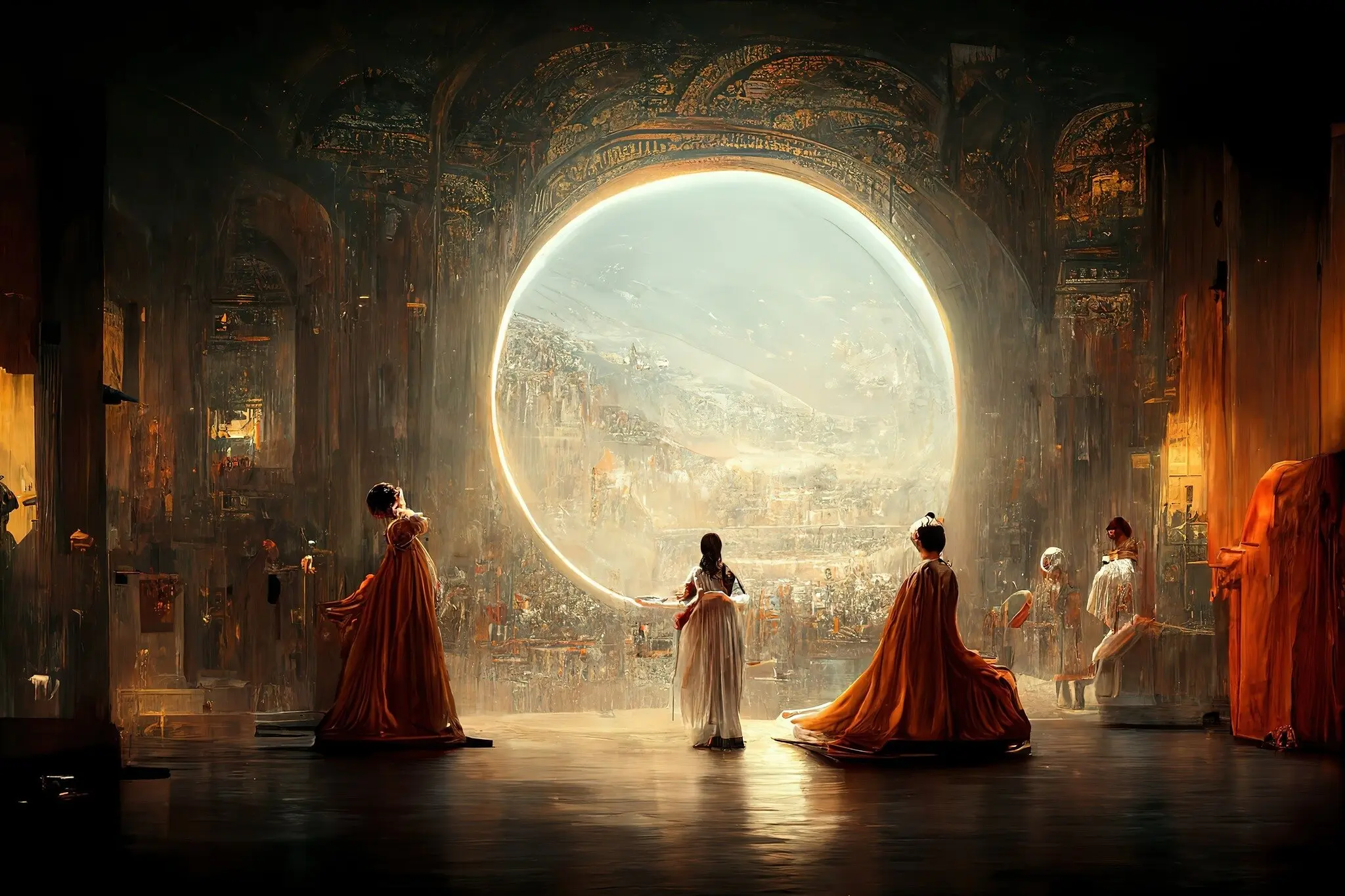
Théâtre D'opéra Spatial, una imatge generada per Midjourney

La intel·ligència artificial generativa o IA generativa és un tipus de sistema d'intel·ligència artificial (IA) capaç de generar text, imatges o altres mitjans en resposta a comandes. Els models d'IA generativa aprenen els patrons i l'estructura de les seves dades d'entrenament d'entrada i després generen noves dades que tenen característiques similars.
Els sistemes d'IA generativa notables inclouen ChatGPT (i la seva variant Bing Xat), un bot conversacional creat per OpenAI, i Bard, un bot conversacional creat per Google mitjançant el seu model bàsic LaMDA. Altres models generatius d'IA inclouen sistemes d'art d'intel·ligència artificial com Stable Diffusion, Midjourney i DALL-E.
Originàriament, la IA generativa va sorgir amb el propòsit de simular els processos de pensament humà. Avui dia, la IA generativa té aplicacions potencials en una àmplia gamma d'indústries: l'art, l'escriptura, el desenvolupament de programari, el disseny de productes, l'atenció mèdica, les finances, els jocs, el màrqueting i la moda. La inversió en IA generativa va augmentar a principis de la dècada del 2020, tant per part de grans empreses com Microsoft, Google i Baidu, com per nombroses empreses més petites que desenvolupen models d'IA generativa.
La IA generativa persegueix el desenvolupament de l'alfabetització i les competències en IA per part de la ciutadania. La UNESCO pretén aconseguir un enfocament centrat en l'ésser humà, basat en principis d'inclusió i equitat, garantint un «AI for all» en termes d'innovació i coneixement. En aquest sentit, un dels reptes més importants és garantir que la IA sigui dissenyada i utilitzada de manera ètica i responsable.
No obstant això, també existeixen preocupacions sobre el possible ús indegut de la IA generativa, com la creació de notícies falses o deepfakes, que es poden fer servir per enganyar o manipular a les persones. La IA pren informació de diferents fonts i les uneix, no es valida la precisió de la informació presa. Permet informar-se d'una manera molt diferent dels cercadors web o manuals escolars habituals, atès que és interactiu. Cal tenir en compte que la IA és una font més d'informació generada en un ecosistema virtual.En aquest mateix sentit, el setembre de 2023, la UNESCO va emetre una crida urgent als governs d'arreu del món perquè regulin de manera eficaç la IA generativa en l'àmbit educatiu.